# Verloren Zonen
Verloren Zonen is de 65ste aflevering van VTM's politieserie Zone Stad. De aflevering werd in Vlaanderen voor het eerst uitgezonden op 24 mei 2010.

## Verhaal
Agenten Mike en Jimmy zijn ingezet voor een alcoholcontrole. Plots wordt Jimmy omver gereden. De chauffeur blijkt niemand minder dan undercoveragent Brik te zijn. Terwijl Jimmy in kritieke toestand in het ziekenhuis wordt opgenomen, is het hele team ervan overtuigd dat Brik is overgelopen naar de drugsbende. Ook federaal commissaris Wim Jacobs heeft al het vertrouwen in zijn agent verloren. 
Fien, al geruime tijd zwanger van Brik, is razend op haar collega's en gaat zelf op onderzoek uit. Wanneer ze Brik wil confronteren met de feiten, wordt het tweetal betrapt door bendelid Dimitri Alva. Fien krijgt enkele rake klappen en tussen Brik en Dimitri ontstaat er een gevecht op leven en dood.
Intussen is de rest van het team nietsvermoedend aanwezig op de huwelijksceremonie van Tom en Kathy. Net wanneer Tom zijn jawoord wil geven, krijgt hij een noodoproep van Fien. Hij laat Kathy voor het altaar staan en snelt haar te hulp. Dani volgt hem. Tom en Dani komen net op tijd om Dimitri Alva uit te schakelen. Brik en Fien worden naar het ziekenhuis gebracht, waar deze laatste te horen krijgt dat ze haar kind (een jongen) kwijt is. 
Tom en Dani ontdekken de schuilplaats van de bende en tijdens de grote confrontatie met drugsbaron Rodrigo Alva ontstaat een zwaar vuurgevecht. Wanneer hij Tom en Dani een granaat toegooit, lijkt het alsof hun doodsvonnis getekend. Als bij wonder overleeft het tweetal de explosie. Tom schiet Alva in zijn arm, waardoor de bom ontploft naast Alva. Tom en Dani kruipen overeind, waarop ze in elkaars armen vallen en kussen.

## Gastrollen
- Geert Van Rampelberg -  Brik Delsing
- Ivan Pecnik -  Wim Jacobs
- Leslie de Gruyter -  Rodrigo Alva Garcia
- Lut Tomsin -  Jeanine Segers
- Stijn Van Opstal - Dimitri Alva
- Bo Bogaerts -  Emile Neefs (niet geregistreerd)
- Bojan Van Damme - Louis Neefs (niet geregistreerd)
- Patrick Janssens - Zichzelf (niet geregistreerd)